# Cuca (groupe)
Pour les articles homonymes, voir Cuca.
Cuca, également appelé La Cuca, ou stylisé ¡La Cuca!, est un groupe de hard rock mexicain, originaire de Guadalajara. Formé en 1990, le nom du groupe est une apocope du mot espagnol cucaracha, qui signifie « cafard ». La presse spécialisée internationale, et particulièrement hispanophone, classe La Cuca au rang de groupe légendaire du hard rock mexicain,.

## Biographie

### Première phase (1990–1999)
En 1989, José Fors fait la connaissance de Carlos Avilés à qui il propose de créer un groupe de rock agressif. Quelque temps plus tard, Ernesto « Bola » Domena et Galileo « Galo » Ochoa complètent la formation qui est mise en place en 1990. Néanmoins, Ernesto Domeno ne reste pas et est remplacé par Ignacio « Implacable » González. Le groupe décide l'année suivante d'enregistrer un album, en espérant que le succès sera au rendez-vous.
Avec un premier disque produit par Jorge « La Chikis » Amaro, La Invasión de los Blátidos, l'humour noir et les thèmes abordés en rapport avec le sexe choquent dans un pays où il n'est pas habituel que soient traités de tels tabous, comme dans El Mamón de la pistola, Qué chingados ou La Pucha asesina. Les singles Señorita cara de pizza et El son del dolor, dont sont issus deux clips produits par Antonio Urrutia, deviennent des classiques du rock mexicain[réf. nécessaire]. Malgré ces tabous, l'album reste le mieux vendu du groupe en 2010.
Leur deuxième album, Tu Cuca madre ataca de nuevo, est enregistré dans le Surrey, en Angleterre, et est produit par Robin Black, qui s'est notamment occupé de Black Sabbath. Le premier single Mujer cucaracha donne lieu à l'enregistrement d'un clip, mais c'est Alcohol y rocanrol qui récolte le plus de succès. Les titres Todo con exceso et Hombre de la marcha (Tus piernas) marquent également un album qui confirment le statut de Cuca comme un groupe important au Mexique.
Pour leur troisième album, José Fors quitte le groupe pour enregistrer le premier album de son nouveau projet, Forseps, en laissant ainsi Cuca aux mains de son frère Alfonso Fors (Animalf). Le groupe commence à enregistrer La Racha. Il sort finalement le disque, qui est produit par Robin Black, à San Diego, en Californie. Animalf quitte le groupe, qui, en 1997, est rejoint par José Fors.

### Retour (depuis 2004)
En 2004, le groupe recense 300 000 exemplaires vendus à l'international. Après plusieurs années d'absence, Cuca donne deux concerts surprise les 14 et 15 mai 2004 dans la « coquille acoustique » du parc Agua Azul de Guadalajara, au cours du festival Vive Latino. Ceux-ci donnent lieu à un CD et à un DVD, produits par Jorge Amaro, producteur de leur premier disque.
En avril 2006, après presque 10 années sans disque en studio, le groupe sort un nouvel album intitulé Con pelotas, au style éclectique, du hard rock de la chanson No creo en el amor y cruda soledad, en passant par soft rock de Mátame antes (premier single) ou Marvelous jusqu'au hard rock de La Cuca llegó, Gordibuenas, Metrosexual et Slam. Ce disque compte 13 pistes, et son premier single Mátame antes entre dans les charts. Un nouveau disque est annoncé et publié pour 2008. Cette même année, le groupe célèbre la huitième année de La Fábrica de Artes y Oficios (Fato), avec la sortie des singles El son del dolor et Cara de pizza.
En 2013, La Cuca et le groupe anglais Foghat jouent au Motofiesta 2013 à la Feria de León. 
En février 2018, le groupe joue au Manzanillo Live.

## Discographie
| Année | Album                        | Meilleure position[réf. nécessaire] | Meilleure position[réf. nécessaire] | Meilleure position[réf. nécessaire] | Meilleure position[réf. nécessaire] | Certifications |
| Année | Album                        | Mexique                             | Colombie                            | États-Unis                          | Argentine                           | Certifications |
| ----- | ---------------------------- | ----------------------------------- | ----------------------------------- | ----------------------------------- | ----------------------------------- | -------------- |
| 1992  | La Invasión de los Blátidos  | 2                                   | 6                                   | 9                                   | 14                                  | -              |
| 1993  | Tu Cuca madre ataca de nuevo | -                                   |                                     |                                     |                                     |                |
| 1995  | La Racha                     |                                     |                                     |                                     |                                     |                |
| 1997  | El Cuarto de Cuca            |                                     |                                     |                                     |                                     |                |
| 2006  | Con Pelotas                  |                                     |                                     |                                     |                                     |                |

### Albums live
- 2004 : Viva Cuca (Universal Music)

### Singles
- 1992 : Cara de pizza
- 1992 : El Son del dolor
- 1993 : Mujer cucaracha
- 1995 : Insecticida al suicida
- 1995 : La balada
- 1997 : Tu flor
- 2006 : Mátame antes
- 2015 : Arre Lulú
- 2015 : Más Daño

### EP
- 1996 : Culebra 1996 (Culebra Records)

### Compilations
- 1999 : Rock Millenium (RCA/BMG)
- 1999 : La buena Racha  (RCA/BMG)
- 2001 : Rock en español: Lo mejor de Cuca (RCA/BMG)
- 2006 : Este es tu rock: Cuca (BMG)

### DVD
- 2004 : Viva Cuca DVD (Universal Music)